# Tânia Maria Coelho Araújo
Tânia Maria Coelho Araújo (Rio de Janeiro, 31 de janeiro de 1956 – Rio de Janeiro, 30 de junho de 1960), foi uma menina brasileira famosa por ter sido assassinada por Neyde Maia Lopes, conhecida pela alcunha de “Fera da Penha”. Após seu desencarne, centenas de testemunhos de milagres e curas começaram a ser relacionados a ela.

## Nascimento

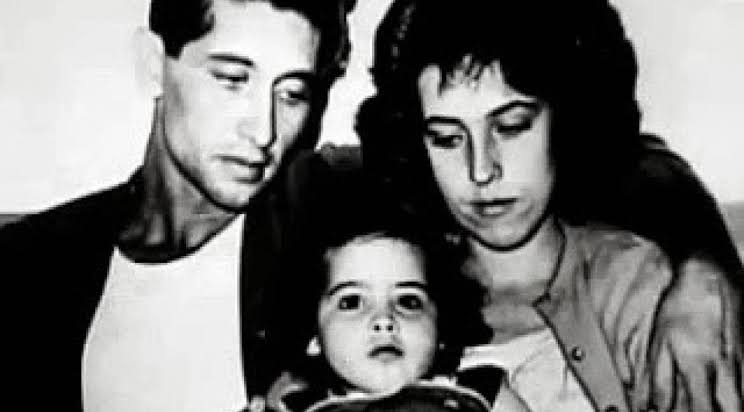
Família Araújo

Antônio Couto Araújo, filho de Alpheu de Araújo e Áurea Anita do Couto, foi da Bahia para o Rio de Janeiro entre as décadas de 1940 e 1950, instalando-se no bairro suburbano da Piedade. Conseguiu um bom emprego sendo motorista em uma fábrica de chás, que ficava próximo à residência de dona Nilza Coelho, filha de Anchises Uruche Coelho e Nair Rodrigues Coelho. Se conheceram, namoraram, noivaram e casaram.  
Tânia Maria nasceu no Rio de Janeiro, à rua Antônio Vargas 108. Era a filha mais velha do casal. Seu pai, Antônio, na ocasião do fato ocorrido era motorista de um funcionário da compania Vale do São Francisco, o senhor Renato Mascarenhas Branco, no Centro do Rio de Janeiro, e sua mãe era dona de casa.
Além de Taninha, Antônio e Nilza tinham também outra filha, Solange.

## O crime
Em 30 de junho de 1960, Taninha (apelido no qual era chamada), foi brutalmente assassinada por Neyde Maia Lopes, que havia sido amante de seu pai por cerca de 6 meses.
A menina estudava no colégio Instituto Joemar, na rua Gonçalo Coelho 223, foi retirada do local por Neyde, que havia previamente ligado para uma casa vizinha à instituição e se passado por Nilza, dizendo que uma amiga de nome Odete estaria indo buscar a filha já que ela estava doente. 
A Fera da Penha passeou com Taninha por várias horas, ligando constantemente para ameaçar os pais até que às 10 da noite resolveu por fim na vida de Tânia Maria. Munida de um revólver calibre 32, deu disparos que acertaram imediatamente a menina. Logo após, ateou fogo com uma garrafa de álcool e uma caixa de fósforos e fugiu. Funcionários do Matadouro da Penha, onde Neyde havia escolhido para praticar o crime, logo viram a cena do corpo em chamas e acionaram a polícia.

Foi um crime que chocou o Brasil. Neyde chegou ser jurada de morte pela população, que queria praticar a lei de Lynch. Neyde foi condenada a 33 anos de prisão, mas só cumpriu 15.